# Région Nord-Est (Brésil)
Pour les articles homonymes, voir Nord-Est et Nordeste.
La région Nord-Est (portugais : região Nordeste) est l'une des cinq régions statistiques qui divisent le Brésil.

## Histoire
Le Nord-Est fut d'abord habité par les hommes de la Préhistoire, ensuite par les Indiens qui, avant la colonisation, ont aidé les Européens à extraire le bois de Pernambouc (pau-brasil) en échange, par troc, d'épices amenées par ces derniers. Durant la période de la colonisation, ils furent éliminés, au cours de constantes batailles contre les maîtres de plantations.
Ce sont les Portugais qui furent les premiers arrivants européens, en 1500, sous le commandement de Pedro Álvares Cabral, dans la ville actuelle de Porto Seguro, dans l'État de Bahia. Jusqu'en 1763, le Nord-Est, fut donc un des principaux points d’arrivée des colons ainsi que des esclaves déportés  d'Afrique australe.
Ce fut sur le littoral nordestin que débuta la première activité économique du pays, l'extraction du bois brésil. Des pays comme la France, qui avaient été exclus du Traité de Tordesillas, menèrent de constantes attaques au littoral dans le but de s'approprier ce bois précieux.
En 1630, la capitainerie de Pernambuco est envahie par la Compagnie néerlandaise des Antilles (West Indische Compagnie). À l'occasion de l'Union Ibérique (1580 à 1640), la soi-disant République hollandaise, autrefois dominée par l'Espagne, ayant ensuite obtenu son indépendance par la force, a vu en Pernambuco l'occasion d'imposer un coup dur à l'Espagne, en même temps qu'ils porteraient la perte d'insuccès à Bahia, puisque Pernambouc était le principal centre productif de la colonie. Le 26 décembre 1629, un escadron de 66 navires et 7 280 hommes quitte São Vicente, Cap-Vert, en direction de Pernambuco. Les Hollandais, débarquant sur la plage de Pau Amarelo, conquirent la capitainerie de Pernambuco en février 1630 et fondèrent la colonie Nova Holanda. La fragile résistance portugaise dans le passage du Rio Doce, envahit, sans revers majeurs, Olinda et vainquit la petite mais féroce garnison du fort (qui s'appellera plus tard Brum), porte d'entrée de Recife par l'isthme qui reliait les deux villes.
Recife, connue sous le nom de Mauritsstad (ville de Maurice), était la capitale du Brésil néerlandais, ayant été gouvernée la plupart du temps par le comte allemand (au service de la Couronne des Pays-Bas) Maurício de Nassau. Pendant cette période, Recife était considérée comme la ville la plus prospère et la plus urbanisée du continent américain. L'empire hollandais des Amériques était composé à l'époque d'une chaîne de forteresses qui s'étendait du Ceará à l'embouchure du fleuve São Francisco, au sud d'Alagoas. Les Néerlandais possédaient également un certain nombre de comptoirs en Guinée et en Angola, situés de l'autre côté de l'Atlantique, ce qui leur donnait le contrôle du sucre et de la traite des esclaves, gérés par la Compagnie des Indes occidentales.
Maurício de Nassau a mené une politique de tolérance religieuse envers les catholiques et les calvinistes. De plus, il a permis la migration des Juifs vers Recife, qui commençait à abriter la plus grande communauté juive de tout le continent, et la création d'une synagogue, Kahal Zur Israel, inaugurée en 1642 et considérée comme le premier temple juif d'Amérique du Sud, Central et Nord.
Pour plusieurs raisons, l'une des plus importantes étant le limogeage de Maurício de Nassau du gouvernement de la capitainerie par la Compagnie néerlandaise des Indes occidentales, les habitants de Pernambuco se sont rebellés contre le gouvernement, rejoignant la faible résistance qui existe encore, dans un mouvement appelé Assurance Pernambucana. . Avec l'arrivée progressive des renforts portugais, les Hollandais sont finalement expulsés en 1654, lors de la deuxième bataille de Guararapes. C'est à cette occasion que l'armée brésilienne serait née.
La ville de Salvador a été le premier siège du gouvernement général du Brésil, car elle était stratégiquement située à mi-chemin de la côte. Le gouvernement général était une tentative de centralisation du pouvoir pour aider les capitaineries, qui traversaient un moment de crise. L'industrie sucrière est jusqu'à aujourd'hui la principale activité agricole de la région.

## Géographie
Les conditions climatiques de la région, et notamment son aridité, rendent difficiles les cultures à l'intérieur des terres (dans la région du sertão) et ont longtemps entraîné un exode rural massif. Cette tendance s'est cependant largement réduite, voire inversée localement, ces dernières années.
Les principales cités nordestines, au regard de la population, sont : Recife, Salvador, Fortaleza, São Luís, Natal, Maceió, João Pessoa, Teresina et Aracaju.

## Environnement
En octobre et novembre 2019, plus de 70 % des villes côtières du Nord-Est sont touchées par une marée noire.

## Urbanisation
Comme sur l'ensemble du territoire brésilien, la population du Nord-Est est mal répartie. Environ 60,6% de celui-ci est concentré le long de la côte et dans les principales capitales. Dans l'arrière-pays et l'intérieur, les niveaux de densité de population sont plus faibles, principalement en raison du climat semi-aride. Même ainsi, la densité de population dans la région semi-aride du nord-est est l'une des plus élevées au monde pour ce type de zone climatique.
D'après les données de l'IBGE (2004), 71,5 % des habitants du Nord-Est sont en milieu urbain. L'urbanisation dans le Nord-Est a été plus lente que dans le reste du pays, mais elle s'est accélérée au cours des dernières décennies. Dans la période 1991-1996, la population rurale dans la population totale a diminué de 45,8%.

## Problèmes
La région nord-est du Brésil est la région la plus pauvre, la plus inefficace et la moins industrialisée du pays, ayant aussi des problèmes historiques tels que : une agriculture arriérée et peu diversifiée, une concentration des revenus entre les mains des fonctionnaires et des personnes impliquées dans le gouvernement, et un peu industrie diversifiée et à faible productivité; en plus du phénomène naturel des sécheresses constantes. Les caractéristiques distinctes entre le nord-est et les autres régions du pays, en plus d'accentuer les inégalités régionales, ont formé un scénario favorable à la migration du nord-est, en particulier vers les zones urbaines, au cours des années 1970, 1980 et 1990,.
Cependant, malgré une forte amélioration ces dernières années quant à la qualité de vie de sa population, elle affiche toujours les indicateurs socio-économiques les plus bas du pays. Les indicateurs bas sont plus sévères dans les zones rurales et dans l'arrière-pays du nord-est, qui souffre de longues périodes sans pluie ; cependant, ses indicateurs sont meilleurs que ceux de pays comme l'Afrique du Sud (la plus grande économie du continent africain), la Bolivie et la Guyane. 18,7% des habitants du Nord-Est étaient analphabètes en 2009 selon les informations publiées par l'Institut brésilien de géographie et de statistique (IBGE); et, aujourd'hui, beaucoup bénéficient de programmes de transfert de revenus, ce qui ne résout cependant pas le problème de l'emploi, les personnes dépendant des faveurs de l'État, dans de nombreux endroits, il existe encore une idolâtrie de la fonction publique à cause de cette situation,.
Au cours du premier mandat de Lula, la malnutrition infantile a régressé de 74 % dans la région du Nord-Est, notamment grâce au programme Fome Zero (« Faim zéro »).

## Économie

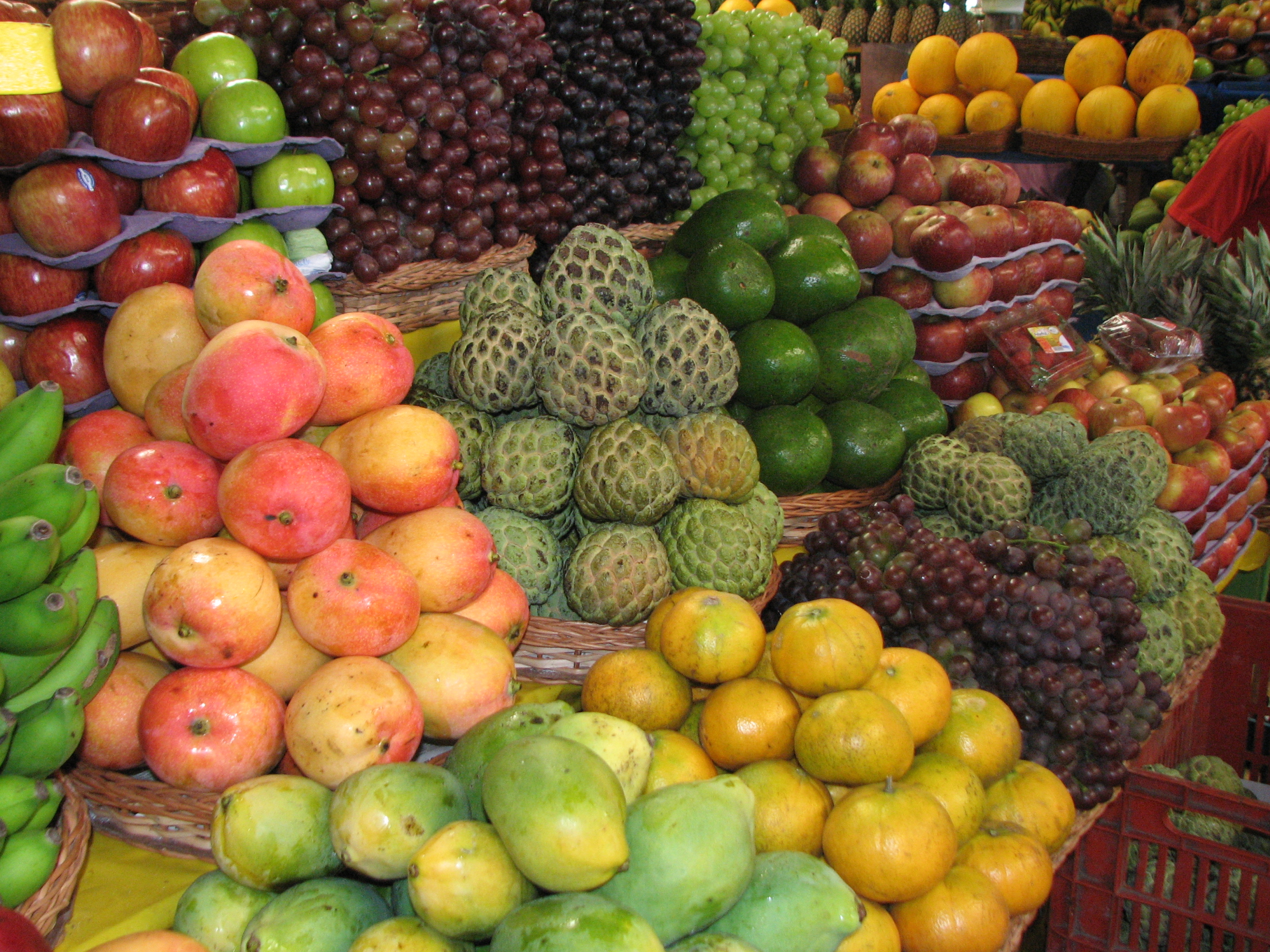
Fruits tropicaux à Aracaju

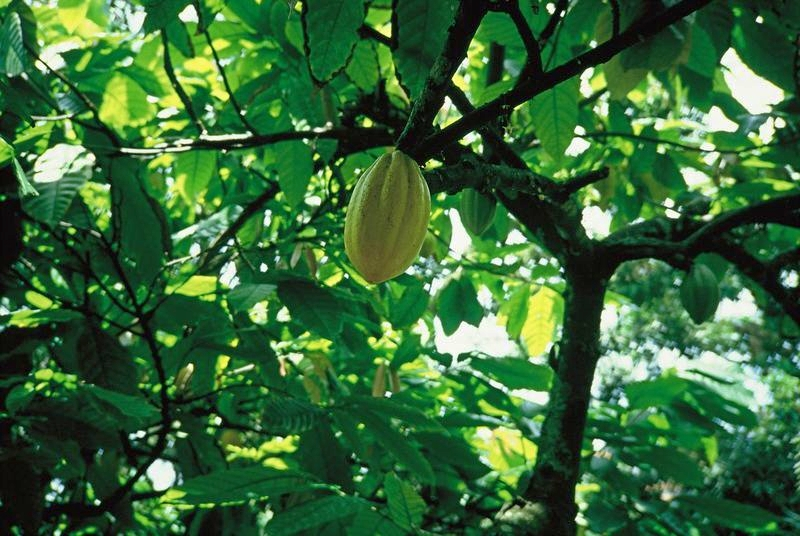
Cacao à Ilhéus

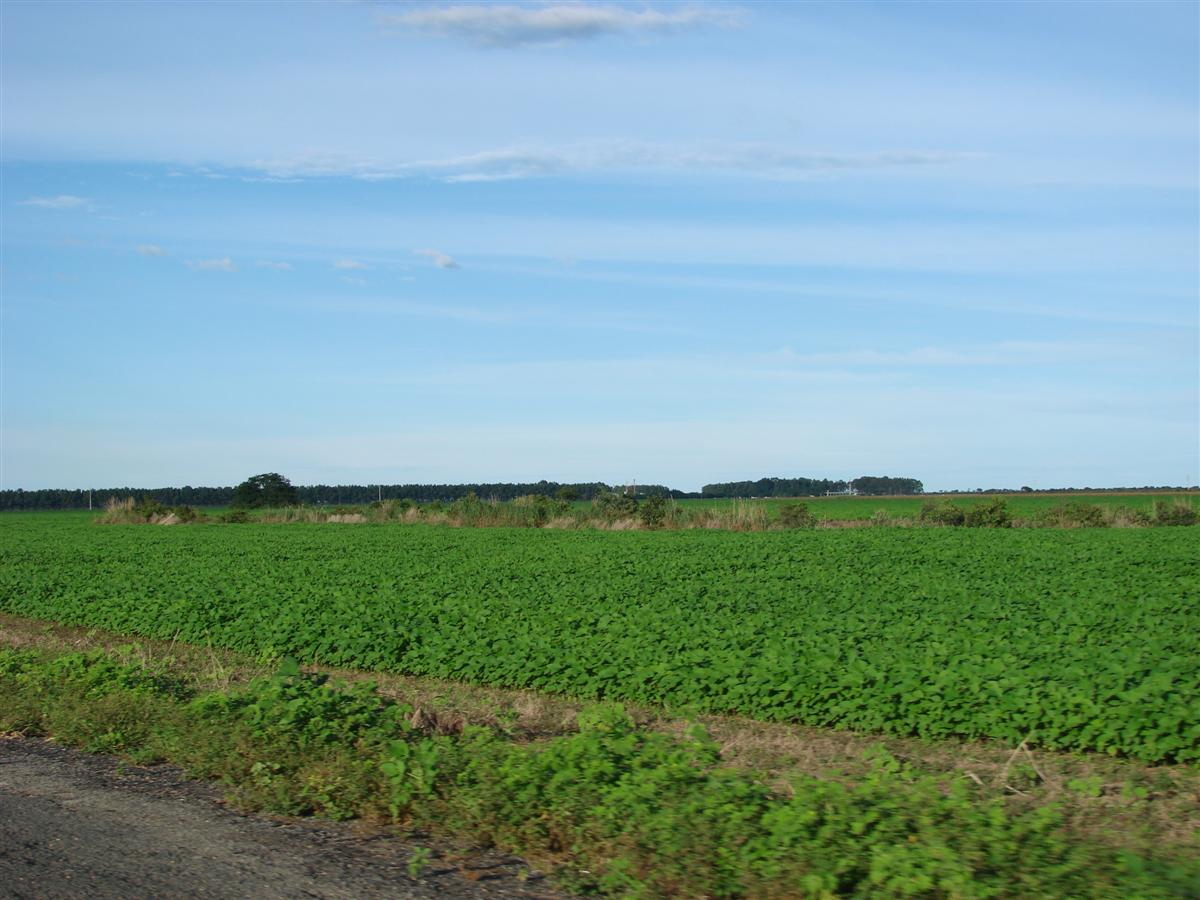
Soja à Barreiras.

Dans le domaine agricole, la région est un important producteur de noix de cajou, de canne à sucre, de cacao, de coton et de fruits tropicaux en général (principalement noix de coco, papaye, melon, banane, mangue, ananas et guarana). Il a également des productions pertinentes de soja, de maïs, de haricots, de manioc, d'oranges, de café et de raisins. Les plantations, cependant, sont presque toujours concentrées sur la côte ou à proximité du fleuve São Francisco, où l'irrigation a lieu, car l'intérieur de la région n'est pas très propice à l'agriculture, en raison du climat semi-aride. Ces dernières années, la zone de MATOPIBA s'est démarquée, qui fait partie du Cerrado brésilien, un important producteur de céréales. Auparavant abandonnés et ignorés par la population locale du Nord-Est, l'extrême ouest de Bahia et le sud des États du Maranhão et du Piauí ont été colonisés par des descendants d'Allemands et d'Italiens du Sud du Brésil, et sont devenus la région la plus riche du Le nord-est, avec ses grandes plantations de soja, de maïs et de coton, en plus d'autres cultures. Outre les grandes plantations céréalières, se distinguent les suivantes : cacao sur la côte sud de Bahia, noix de coco à Bahia et Ceará, canne à sucre sur la côte de Sergipe, Alagoas et Pernambuco, ananas à Paraíba, melon à Rio Grande do Norte, noix de cajou à Ceará et raisins et fruits en général dans les villes de Juazeiro et Petrolina,,,,,,,.
En élevage, la région ne se démarque pas du reste du pays, à l'exception du secteur ovin et caprin. La région du Nord-Est abritait 93,2 % du cheptel caprin (8 944 461 têtes) et 64,2 % du cheptel ovin (11 544 939 têtes) au Brésil en 2017. Bahia concentrait 30,9 % du cheptel caprin et 20,9 % du cheptel ovin national. Casa Nova a pris la première position dans le classement municipal avec le plus grand nombre des deux espèces. L'élevage de chèvres, cependant, est utilisé comme moyen de subsistance et n'a pas une grande importance commerciale ou industrielle en général.
En ce qui concerne le porc, le Brésil comptait près de 42 millions de porcs en 2017. Le Nord-Est comptait 13 % du total (5,4 millions). En volaille, le Brésil comptait au total 1,4 milliard de poulets en 2017. Le Nord-Est comptait 11,6 % du total (164 millions). En production laitière, le Brésil a produit 33,5 milliards de litres en 2017. Le Nord-Est a produit 11,6 % du total (3,9 milliards de litres). Dans la production d'œufs, le Brésil a produit 4,2 milliards de douzaines en 2017. Le Nord-Est en a produit 16,1 % (683 millions de douzaines). Le Nord-Est était le 2e producteur de miel du pays en 2017, perdant face à la région du Sud. Le total produit dans le pays était de 41 600 tonnes. Le Nord-Est a produit 30,7% (12,7 milliers de tonnes). En 2017, le Nord-Est était le plus grand producteur de crevettes du pays. La production nationale était de 41 000 tonnes. Rio Grande do Norte (37,7%) et Ceará (28,9%) étaient les plus grands producteurs. Aracati était la municipalité avec la participation la plus élevée.
Dans le secteur minier de la région du Nord-Est, seule Bahia se distingue, avec 1,68 % de la part minière nationale (4e place du pays). En 2017, en or, elle a produit 6,2 tonnes, pour une valeur de 730 millions de R$. En cuivre, elle a produit 56 000 tonnes, pour une valeur de 404 millions de R$. En chrome, elle a produit 520 000 tonnes, pour une valeur de 254 millions de R$. En vanadium, elle a produit 358 000 tonnes, pour une valeur de 91 millions de R$. Dans l'extraction de pierres précieuses et semi-précieuses, Bahia a des productions à petite ou moyenne échelle d'améthyste, d'agate, de diamant, d'émeraude, de grenat, d'opale, de rubis, de tourmaline et de turquoise. L'aigue-marine est également produite à Rio Grande do Norte, Ceará, Alagoas et Paraíba ; grenat à Paraíba, Ceará et Rio Grande do Norte; opale à Piauí et Ceará; tourmaline à Ceará et Tourmaline Paraíba à Paraíba et Rio Grande do Norte.
En 2017, la région du Nord-Est représentait près de 13 % du PIB industriel du pays. C'est la région la moins industrialisée du pays, en proportion par habitant (seulement 13% de l'industrie au Brésil en 2017, alors qu'elle comptait 27,6% de la population}.
Le Nord-Est a une certaine production de pétrole, mais 90 % du pétrole brésilien est extrait dans le Sud-Est. La région est également connue pour être le plus grand producteur de sel du pays,.
L'économie du nord-est est fortement dépendante du tourisme, bien qu'elle soit loin d'être la plus forte du pays dans ce secteur. En 2019, Salvador était la 6e ville la plus visitée par les touristes de loisirs internationaux, Ipojuca la 11e, Natal la 12e, Cairu la 13e et Fortaleza la 14e.
La région s'est récemment démarquée pour la production d'énergie renouvelable, étant le leader au Brésil dans la production d'énergie éolienne et énergie solaire, ce qui a aidé l'économie locale,.

## Population
| État                | Superficie (km²) | Population (07/2005) | Capitale    |
| ------------------- | ---------------- | -------------------- | ----------- |
| Alagoas             | 27 731           | 3 015 912            | Maceió      |
| Bahia               | 564 273          | 13 815 334           | Salvador    |
| Ceará               | 146 348          | 7 976 563            | Fortaleza   |
| Maranhão            | 331 983          | 6 103 327            | São Luis    |
| Paraíba             | 56 440           | 3 595 886            | João Pessoa |
| Pernambouc          | 98 937           | 8 413 593            | Recife      |
| Piauí               | 250 934          | 3 006 865            | Teresina    |
| Rio Grande do Norte | 52 797           | 3 003 087            | Natal       |
| Sergipe             | 21 911           | 1 967 791            | Aracaju     |